# San Pietro (wyspa)
San Pietro – wyspa u południowo-zachodnich wybrzeży Sardynii, na Morzu Śródziemnym, we Włoszech. Zajmuje powierzchnię 51 km². Największą miejscowością na wyspie jest Carloforte.